# Пэрри, Наташа
Ната́ша Пэ́рри (англ. , фр. Natasha Parry; 2 декабря 1930, Лондон, Великобритания — 22 июля 2015, Ла-Боль-Эскублак, департамент Атлантическая Луара, Франция) — английская и французская киноактриса, жена Питера Брука. Среди сыгранных Наташей Пэрри ролей, театральных и киноролей, произведения Чехова, Шекспира, Беккета.

## Биография
Родилась в 1930 году в Лондоне в семье русских эмигрантов. Её отец был журналист и игрок, мать, по её собственным словам — потомок Пушкина. Когда Наташе было 3 года, её мать вторично вышла замуж за английского кинорежиссёра второго ряда Гордона Пэрри. Сценический дебют Наташи был в возрасте 12 лет, а в 19 она сыграла одну из главных ролей в фильме «Танцевальный зал» (1950; вместе с Петулой Кларк, Джейн Хилтон и Дайаной Дорс) — картине о девушках из рабочего района, пытающихся бежать от окружающей действительности в ярких огнях соседнего танцевального зала. И фильм, и Пэрри были замечены и были положительно оценены критикой.
В возрасте 15 лет случайно встретилась в антракте балета в театре Ковент-гарден с начинающим режиссёром Питером Бруком, также имеющим русские корни. После краткого увлечения, молодые люди расстались, но снова встретились в Париже через несколько лет — результатом этой встречи была тайная свадьба в 1951 году и последующая совместная жизнь и творческая деятельность на протяжении почти семи десятилетий. Наташа Пэрри сыграла во многих фильмах Брука, но также имела и самостоятельную артистическую карьеру как в кино, так и в театре. Первой такой совместной работой была экранизация шекспировского «Короля Лира», снятого для американского телевидения. После переезда Питера Брука в Париж в 1971 году, где он основал Международный центр театральных исследований, переехала вместе с ним и исполняла роли во многих театральных постановках мужа. Среди них — роль Раневской в «Вишнёвом саде» Чехова (1981) с Мишелем Пикколи в роли Гаева, в «Счастливых днях» Беккета (1999), в «Чин-чин», где её партнёром выступил Марчелло Мастроянни (1984).
Среди наиболее заметных киноролей — роль синьоры Капулетти в «Ромео и Джульетте» режиссёра Франко Дзеффирелли (1968), «О, что за чудесная война» Ричарда Аттенборо (1969).
Мать театрального режиссёра Ирины Брук и кинематографиста Стивена Брука.

## Фильмография
| Год       |     | Русское название                                     | Оригинальное название                                | Роль                         |
| --------- | --- | ---------------------------------------------------- | ---------------------------------------------------- | ---------------------------- |
| 1949      | ф   | Золотая стрела                                       | Golden Arrow                                         | Бетти Фелтон                 |
| 1950      | ф   | Танцевальный зал                                     | Dance Hall                                           | Ева                          |
| 1950      | ф   |                                                      | Midnight Episode                                     | Джил Хэррис                  |
| 1951      | ф   |                                                      | The Dark Man                                         | Молли Лестер                 |
| 1952      | ф   |                                                      | Crow Hollow                                          | Энн Амур                     |
| 1953      | с   | Омнибус: Король Лир                                  | Omnibus: King Lear                                   | Корделия                     |
| 1954      | ф   | Господин Рипуа                                       | Monsieur Ripois                                      | Патриша                      |
| 1955      | тф  |                                                      | The Whiteoak Chronicles: The Building of Jalna       | Дейзи Вон                    |
| 1955      | с   |                                                      | You Know What People Are                             |                              |
| 1955      | с   |                                                      | Appointment with Drama                               | Агнес                        |
| 1957      | ф   | Путь Уиндома                                         | Windom's Way                                         | Анна Видал                   |
| 1958      | с   | BBC Sunday-Night Theatre: Сон в летнюю ночь          | BBC Sunday-Night Theatre: A Midsummer Night's Dream  | Титания                      |
| 1958—1961 | с   | Театр в кресле                                       | Armchair Theatre                                     | Белла                        |
| 1959      | ф   |                                                      | The Rough and the Smooth                             | Маргарет Горем               |
| 1960      | ф   | Полуночное кружево                                   | Midnight Lace                                        | Пегги Томпсон                |
| 1961      | с   | Таинственный театр Эдгара Уоллеса: Четвёртый квадрат | The Edgar Wallace Mystery Theatre: The Fourth Square | Сандра Мартин                |
| 1961      | с   | BBC: Пьеса воскресного вечера: В гостях у Куприна    | BBC Sunday-Night Play: A Call on Kuprin              | Вера                         |
| 1961      | с   | Сэр Фрэнсис Дрейк: Уздник                            | Sir Francis Drake: The Prisoner                      | Графиня Иньес                |
| 1963      | ф   | Девушка в газетных заголовках                        | Girl in the Headlines                                | Перлита Баркер               |
| 1963      | с   | Человек из высшего общества: Бандит                  | Man of the World: The Bandit                         | Мария                        |
| 1963      | с   | Мапассан: Безумные жёны                              | Maupassant: Foolish Wives                            |                              |
| 1964      | кор | Тёмная ночь, Калькутта                               | Nuit noire, Calcutta                                 | Женщина                      |
| 1964      | с   | Граф Монте-Кристо                                    | Count of Monte Cristo                                | Мерседес                     |
| 1967      | с   | Джеканори                                            | Jackanory                                            | Рассказчица                  |
| 1968      | ф   | Ромео и Джульетта                                    | Romeo and Juliet                                     | Синьора Капулетти            |
| 1969      | ф   | О, что за чудесная война                             | Oh! What a Lovely War                                | Жена Сэра Уильяма Робертсона |
| 1969      | с   | Название игры: Эмиссар                               | The Name of the Game: The Emissary                   | Кэтрин                       |
| 1971      | с   |                                                      | Shadows of Fear                                      | Лена                         |
| 1974      | с   |                                                      | Occupations                                          | Анджеллика                   |
| 1974      | с   |                                                      | Haunted: The Ferryman                                | Алекс Оуэн                   |
| 1975      | с   | Дела сердечные                                       | Affairs of the Heart                                 | Эмили Уокер                  |
| 1976      | с   |                                                      | Red Letter Day                                       | Фэлисити                     |
| 1977      | с   | Любовь для Лидии                                     | Love for Lydia                                       | Миссис Эспен                 |
| 1978      | с   |                                                      | Sexton Blake and the Demon God                       | Кассандра                    |
| 1979      | ф   | Встречи с замечательными людьми                      | Meetings with Remarkable Men                         | Витвицкая                    |
| 1979      | тф  | Почему Патрисия?                                     | Pourquoi Patricia?                                   | Патрисия                     |
| 1979      | с   |                                                      | Oresteia                                             | Жрица Аполлона               |
| 1981      | ф   | Блудная дочь                                         | La fille prodigue                                    | Мать                         |
| 1981      | с   |                                                      | Barriers                                             | Жизель                       |
| 1982      | ф   | Постель                                              | Le lit                                               | Роль                         |
| 1982      | с   | Вишнёвый сад                                         | La cerisaie                                          | Люба                         |
| 1986      | с   | Зовите меня «Мистер»                                 | Call Me Mister                                       | Люся Донова                  |
| 1990      | с   | Сыскное агентство «ТЭКС»                             | TECX                                                 | Кэролайн Миллер              |
| 2002      | тф  | Трагедия Гамлет                                      | The Tragedy of Hamlet                                | Гертруда                     |
| 2014      | ф   | Вкус малины                                          | Le goût des myrtilles                                | Жанна                        |

Источник: IMDb. Русские названия даны по сайту Кинопоиск